# 野上道男
野上 道男（のがみ みちお、1937年(昭和12年)8月26日 - ）は、日本の自然地理学者、東京都立大学名誉教授。

## 経歴
新潟県生まれ。東京大学理学部地理学科卒、同大学院理学研究科博士課程満期退学、1972年「Andes地帯の氷河と気候変化」で理学博士。東京都立大学理学部助教授、教授、1995-98年 理学部長・研究科長、1999年退職、名誉教授、日本大学文理学部教授。2008年退職。日本学術会議会員。
1997-99年日本地形学連合会長、2002-03年日本地理学会会長、地理情報システム学会会長、2013-2019年 東京地学協会会長。

## 専門
地理情報学、自然地理学、地形学、地球温暖化問題、地形発達シミュレーション、古代測量術・暦法が専門。  

## 著書
- 『魏志倭人伝・卑弥呼・日本書紀をつなぐ糸』古今書院、2012

### 共著編著
- 『パソコンによる数理地理学演習』杉浦芳夫共著 古今書院、1986
- 『日本の自然 地域編 4 中部』守屋以智男、平川一臣、小泉武栄、海津正倫、加藤内蔵進共著 岩波書店、1994
- 『地理情報学入門』貞広幸雄、西川治、岡部篤行共著 東京大学出版会、 2001
- 『日本の地形　総説』貝塚・米倉・鎮西と共著、東大出版会、2001
- 『日本の地形　北海道』小疇・小野・平川と共著、東大出版会、2003
- 『環境理学 太陽から人まで』編著 古今書院、2006
- 『日本列島の地形学』太田・小池・鎮西・町田・松田と共著、東大出版会、2010

## 参考
- [ISBN 978-4-7722-3145-9]
- 『現代日本人名録』2002年
- 野上道男先生の略歴[含 研究業績一覧] (野上道男先生退職記念号) 日本大学文理学部自然科学研究所研究紀要、2008